# Islamische Turkestan-Partei
Die Islamische Turkestan-Partei (usbekisch Turkiston islom partiyasi (TİP), englisch Turkistan Islamic Movement (TIM)) ist eine zentralasiatische islamistische Partei, die von Zeydin Yusup (auch Ziauddin Yusuf genannt) 1988 gegründet wurde und auch unter den Bezeichnungen Islamische Partei von Turkestan und Turkestanische Islamische Partei bekannt ist. Kurzformen sind turkestanische Partei und Turkestan-Partei. Letzterer Begriff stammt von einer der Vorgängerorganisationen.
Die Partei wird unter anderem von den Vereinten Nationen, der Europäischen Union, China, Russland, der Türkei, dem Vereinigten Königreich und weiteren Staaten als Terrororganisation eingestuft. In China besteht eine Unterorganisation der Partei, die sich Islamische Partei Ostturkestans nennt und in den oben genannten Staaten ebenfalls verboten ist.

## Ziele

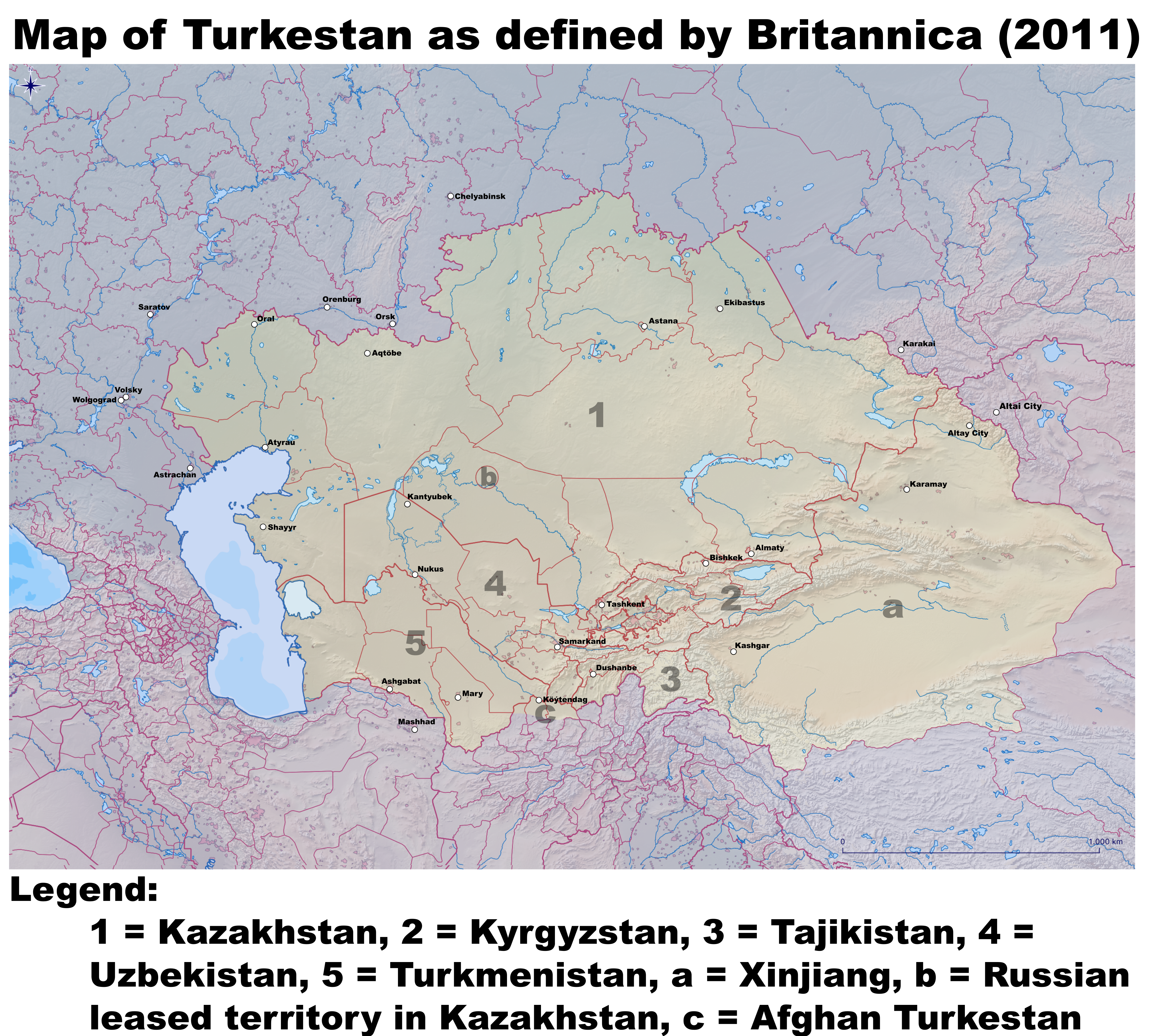
„Groß-Turkestan“ nach Gebietsdefinition der Turkestan-Partei und der Partei der nationalen Freiheit Alasch

Die Islamische Turkestan-Partei hat vor allem folgende Ziele:
- Wiedereinführung des arabischen Alphabetes und die erneute Anbindung Zentralasiens an den „arabisch-persischen Kulturkreis“
- Wiedereinführung der alten Literatursprache Tschagatai anstelle der heutigen Einzelsprachen bzw. die enge Anpassung der Einzelsprachen an dieses Idiom.
- Reorganisation des Islam in Zentralasien
- Einführung der Scharia
- Rückführung aller Nichtmuslime aus der Region
- Loslösung von Xinjiang von China und erneut die Bildung einer „Islamischen Republik Ostturkestan“
- Errichtung eines „zentralasiatischen Kalifates“, wie es auch von der Hizb ut-Tahrir gefordert wurde und das anfangs die Staaten Usbekistan, Tadschikistan, Kirgisistan und Xinjiang umfassen soll
- Spätere Eingliederung der Staaten Kasachstan und Turkmenistan in das zentralasiatische Kalifat

## Sprachen
In der Islamischen Turkestan-Partei werden heute drei Sprachen benutzt: Tschagatei (ein stark arabisiertes Usbekisch für die Kommunikation mit Angehörigen anderer Turkvölker), Russisch und Arabisch. Russisch und Arabisch dienen zur Kommunikation mit anderen Muslimen Russlands, die keine Turksprache sprechen, das Arabische auch für die Zusammenarbeit mit der al-Qaida. In Xinjiang verwendet die Unterorganisation der Islamischen Partei Ostturkestans ebenfalls ein stark arabisiertes und dem Usbekischen angepasstes Uigurisch, das sie ebenfalls als „Tschagatai“ bezeichnen.

## Geschichte
Eine Islamische Turkestan-Partei wurde erstmals 1940 gegründet. Nach seiner Entlassung aus dem Gefängnis im Jahre 1979 instruierte das Gründungsmitglied Abdul Hakeem Hasan Mahsum und weitere Uiguren in Grundsätzen des fundamentalistischen Islam. Um 1988 erfolgte die Neugründung dieser Partei, die sich auf panislamische Traditionen berief und sich – wie die Partei in Russland (vor allem in Tatarstan) – Islamische Partei der Wiedergeburt (PIW) nannte. Bereits 1991/92 umfasste diese Partei in ganz Zentralasien rund 20.000 Mitglieder. Der Chef der usbekischen PIW-Sektion, Tahir Abduhalilowitsch Juldaschew, lernte schließlich auch Osama bin Laden kennen und wurde dessen Vertreter für Usbekistan. Beide trafen sich im benachbarten Afghanistan, nach dem die usbekische Regierung zahlreiche Mitglieder der PIW aus dem Ferghana-Tal vertrieben hatte.
Die namensgebende Turkestan-Partei wurde 1991 im Ferghana-Tal gegründet. Sie stand unter starkem Einfluss der PIW und auch teilweise in Konkurrenz zu dieser. Die Zusammenarbeit mit der erneuerten Alasch-Partei erlaubte es der Turkestan-Partei, ihre Tätigkeiten auch auf Kasachstan und Kirgisistan auszudehnen. Ebenfalls wurden Regionalstellen der Partei in Tadschikistan eingerichtet. Vor allem die Turkestan-Partei galt als „Anlaufstelle“ zwischen den radikalen turkestanischen Muslimen und der al-Qaida: Die Turkestan-Partei vermittelte muslimische Freiwillige Zentralasiens für den „bewaffneten Kampf um die Freiheit“ des von den Taliban ausgerufenen „Islamischen Emirats Afghanistan“. Dafür erhielt die Partei finanzielle Unterstützung von Seiten der al-Qaida. 1998 kehrte Juldaschew aus Afghanistan zurück und begründete die Islamische Bewegung Usbekistans (IBU). Diese stand unter dem Einfluss der Muslimbrüder und wurde ebenfalls von der al-Qaida finanziert. Sie galt schließlich als offizieller Arm der al-Qaida in Usbekistan und arbeitete eng mit der Turkestan-Partei zusammen. So waren viele der Mitglieder der IBU auch Mitglieder in der Turkestan-Partei und umgekehrt. Schnell hatte auch die IBU 10.000 Mitglieder verzeichnet. 1998/99 wurden die Muslimbrüder in Zentralasien generell verboten und ihre Mitglieder traten den regionalen nationalistischen Parteien bei.
Im August 1999 rief die IBU offen zum Dschihad in Zentralasien auf. Dieser Aufruf hatte das Verbot der IBU zur Folge und die Bewegung ging in den Untergrund. Zahlreiche Mitglieder gingen nach Afghanistan und ließen sich dort von den Taliban und der al-Qaida ausbilden. Mit dem Zusammenschluss von ehemaliger IBU, Turkestan-Partei und weitere verschiedener Organisationen wurde im Juni 2001 die „Islamische Turkestan-Partei“ gegründet.
Die Islamische Turkestan-Partei ist seit 2006 in Russland und inzwischen auch in fast allen zentralasiatischen Staaten verboten. Die Islamische Turkestan-Partei hat heute ihren Wirkungsbereich im Wesentlichen auf das usbekische Kernland, das chinesische Xinjiang und Tadschikistan eingeschränkt. Dennoch scheint die Partei fest in die Organisationsstrukturen der al-Qaida eingebunden zu sein und wird mutmaßlich auch von al-Qaida finanziert. So unterhält die Partei weltweit die Verbindungen separatistischer Exil-Uiguren aufrecht und arbeitet mit Exil-Organisationen zusammen, deren Sitze sich in der Türkei, Deutschland, Australien und den USA befinden. 2005/06 schloss sich die Islamische Turkestan-Partei mit anderen Nachfolgeorganisationen der PIW im pakistanischen Wasiristan zur „Islamische Dschihad-Union“ (IJU) zusammen, die die Taliban und al-Qaida unterstützt. Seit 2007/08 besitzt die IJU auch eine Zelle in Deutschland.
Rund zwei Wochen vor Beginn der Olympischen Sommerspiele in China (2008) forderten Mitglieder dieser Partei die chinesische Zentralregierung auf, dem Autonomen Gebiet Xinjiang die staatliche Unabhängigkeit zu gewähren und warnte westliche Touristen vor blutigen Anschlägen. Am 4. August 2008, vier Tage vor der Eröffnung der Olympischen Sommerspiele, begingen die Mitglieder der Islamischen Turkestan-Partei einen der größten Terrorakte in Kaschgar im Uigurischen Autonomen Gebiet Chinas, bei dem 16 chinesische Polizisten getötet und weitere 16 schwer verletzt wurden. In derselben Provinz ereignete sich in Aksu im August 2010 ein weiterer Anschlag, der sieben Polizisten das Leben kostete. Die Partei hat sich insgesamt zu mehr als 200 Terroranschlägen bekannt, bei denen mindestens 162 Menschen getötet und mehr als 440 verletzt wurden.
Seit 2015 ist ihr Ableger im Syrischen Bürgerkrieg militärisch aktiv und spielt eine Schlüsselrolle in den letzten von dschihadistischen Gruppen gehaltenen Territorien um die Stadt Idlib.

## Einstufung als Terrororganisation
Die Partei wird seit 2002 von den Vereinten Nationen, der Europäischen Union, China, Russland, der Türkei, Kasachstan, Kirgisistan, Malaysia, Pakistan, den Vereinigten Arabischen Emiraten und dem Vereinigten Königreich als Terrororganisation eingestuft. Auch die USA bezeichnete die Islamische Turkestan-Partei als Terrororganisation, zog diese Einstufung im Oktober 2020 jedoch mit der Begründung zurück, dass es „seit über zehn Jahren keine glaubwürdigen Beweise dafür gibt, dass die Partei weiterhin existiert“, obwohl die USA selbst bis 2018 Bombenangriffe gegen die Partei in Afghanistan durchführte. Der Sicherheitsrat der Vereinten Nationen schätzt, dass die Partei weiterhin mehrere tausend Kämpfer kommandiert. Analysten und auch die chinesische Regierung haben den USA vorgeworfen, die Terrororganisation im Stillen zu unterstützen, um die chinesische Provinz Xinjiang zu destabilisieren.